# Saint-Loup (Allier)
Saint-Loup – miejscowość i gmina we Francji, w regionie Owernia-Rodan-Alpy, w departamencie Allier.

## Demografia
Według danych na rok 1990 gminę zamieszkiwało 619 osób, a gęstość zaludnienia wynosiła 35 osób/km². W styczniu 2015 r. Saint-Loup zamieszkiwało 560 osób, przy gęstości zaludnienia wynoszącej 31,7 osób/km².